# Estela de Luriezo
La estela de Luriezo es una estela cántabra discoidea de 136 centímetros de diámetro y 20 de grosor hallada en el pórtico de la iglesia de Luriezo (Cantabria, España). Está datada entre el siglo I a. C. y el siglo I d. C.
La estela destaca por indicar que dos hermanos, Ambatus y Doiderus, se la dedican a su padre Ambatus Pentoviecus, hijo de Pentovius, del clan de los Ambati. Esto ha sido argumento y objeto de estudio al tratar la sociedad cántabra, en especial la estructura familiar, al verse de qué manera se aplicaban los nombres (sistema equivalente al de nombre y apellidos de hoy). En ella, escrito en letras latinas de 11 cm de alto, pone lo siguiente:

MON AMBATI PENTOVIECI AMB ATIQ PENTOVI-F-ANN LX HOC MOM POS AMBA TUS ET DOIDERVS F SUI.

Esto, en castellano, vendría a ser lo siguiente:

Monumento de Ambato Pentovieco, de los Ambáticos, hijo de Pentovio, de 60 años. Sus hijos Ambato y Doidero pusieron este monumento.

En el muro del cementerio de este pueblo, situado junto a la iglesia, hay otro fragmento de una probable estela.